# Neandertal

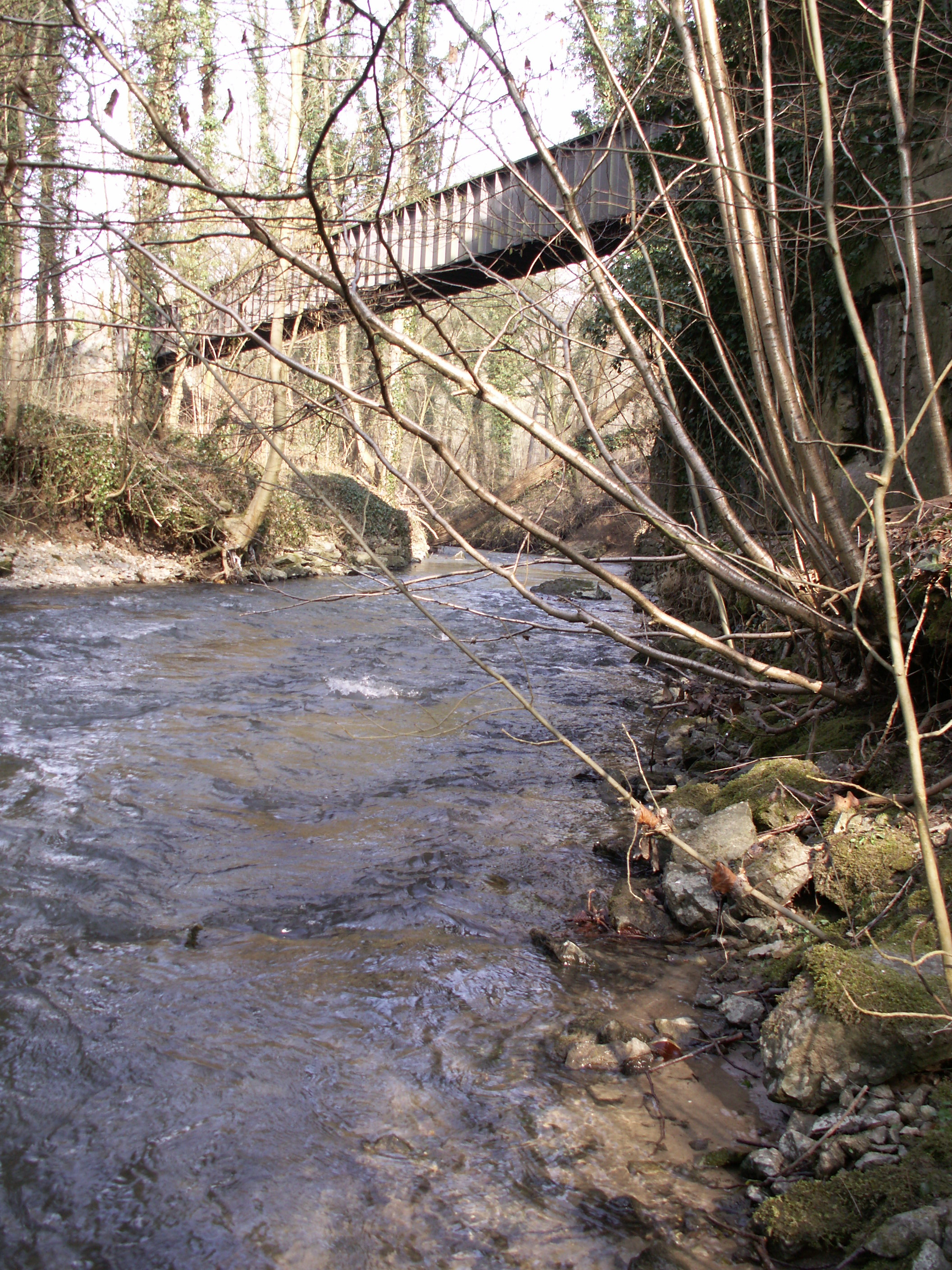
Rzeka Düssel płynąca przez dolinę Neandertal

Neandertal (niem. Neandertal, przed reformą pisowni w roku 1901: Neanderthal) – dolina rzeki Düssel, około 10 km od Düsseldorfu w Nadrenii Północnej-Westfalii w Niemczech. Nazwę zawdzięcza Joachimowi Neanderowi, nauczycielowi, teologowi i kompozytorowi z Düsseldorfu, który się często przechadzał w tej okolicy szukając natchnienia. Dolinę nazwano tak na początku XIX wieku, wcześniej nazywano ją po prostu „Die Gesteine” („Skały”) albo „Das Hundsklipp” („Psie Urwiska”).
Pierwotnie dolina ta była wyżłobionym przez rzekę w wapiennych skałach wąwozem z licznymi jaskiniami. W jednej z niewielkich jaskiń, nazywanej od nazwiska niejakiego Hofera, właściciela pobliskiego gospodarstwa Feldhofer Grotte dokonano w połowie XIX wieku znaczącego odkrycia archeologii pradziejowej.
Powstały w 1921 r. na powierzchni 223 ha rezerwat przyrody jest najstarszym w całych Niemczech.

## Stanowisko archeologiczneFeldhofer
W sierpniu 1856 odkryto na stanowisku nazwanym później Feldhofer 1 szczątki kostne neandertalczyka. Nieznany z nazwiska kamieniarz przekazał je Johannowi Carlowi Fuhlrottowi, lokalnemu nauczycielowi znanemu z zainteresowań przyrodniczych. Fuhlrott, słusznie podejrzewając niezwykłość znaleziska, zaangażował się do współpracy anatoma Hermanna Schaaffhausena. W roku 1857 wspólnie opublikowali wyniki pracy. Było to dwa lata przed zaprezentowaniem głośnej teorii Darwina.
Jaskinia była zlokalizowana w południowym zboczu około 20 m ponad rzeczką Düssel i 33 metry od krawędzi urwiska. Główna komora była połączona z powierzchnią korytarzem i miała 1,7 metra szerokości, mniej więcej tyle samo wysokości i 5 metrów długości.
Kości znaleziono w łożu pieczary w warstwie namułu. Charles Lyell stawia hipotezę, że kości neandertalczyka dostały się do komory wraz z mułem. Na powierzchni namuliska nie było bowiem pokruszonych stalaktytów, a znajdujące się tam resztki roślinności odpowiadały aktualnej florze okolicy. W czasie późniejszych poszukiwań znaleziono także kieł niedźwiedzia.
Jaskinia została odkryta podczas eksploatacji kamieniołomu. W trzy lata po odkryciu już była zagrożona zniszczeniem. Do czasów dzisiejszych nie zachowała się ani jaskinia, w której znaleziono kości, ani nawet resztki formacji skalnej, w której jaskinia ta się znajdowała.
Kości z jaskini zaprezentowano szerszemu gronu podczas naukowego spotkania w Bonn w 1857 r.
Na stanowisku Feldhofer 1 udało się pozyskać: kość czołową z kością ciemieniową, dwie kości udowe, 3 kości długie prawej ręki, dwie kości lewego przedramienia, część lewej kości biodrowej oraz fragmenty łopatek i żeber. Zarówno prof. Schaaffhausen, jak i inni doświadczeni zoolodzy, nie mieli wątpliwości co do człowieczej natury szczątków. Stwierdzili też, że ogólne proporcje kości nogi huerus i promień miednicy stanowiące o ogólnej postawie ciała „odpowiadały” ogólnym proporcjom właściwym współczesnym Europejczykom, a jedynie wyróżniała je niespotykanie masywna budowa i duże powierzchnie przyczepu mięśni. Według nich neandertalczyk był silniejszy od człowieka współczesnego. Twarz neandertalczyka charakteryzowała się głębokimi oczami okolonymi grubszymi wałami nadoczodołowymi (supraorbital torus) i większą niż obecnie głową (cranium) z większą pojemnością mózgu.
Niedawno przeszukując miejsce, w które mógł zostać wyrzucony materiał z jaskini, odnaleziono dalsze kości tego samego neandertalczyka oraz jeszcze jednego egzemplarza. Jedna z nowych kości idealnie pasuje do czaszki Feldhofera 1.